# XIII Bis Records
 (mars 2012).
Si vous disposez d'ouvrages ou d'articles de référence ou si vous connaissez des sites web de qualité traitant du thème abordé ici, merci de compléter l'article en donnant les références utiles à sa vérifiabilité et en les liant à la section « Notes et références ».
XIII Bis Records est un label indépendant établi à Paris.

## Artistes
On y retrouve entre autres les artistes suivants : Calvin Russell, Fiction Plane, Tears for Fears, Simply Red, Ray Charles, Michel Fugain, Alain Chamfort, Hervé Paul, Paul Personne, Elmer Food Beat, No Man's Land, Headcharger, Michael Jones, Dagoba, Nine Inch Nails, Tarja, Living Colour, Suede, Prefab Sprout, The Parlotones, Lloyd Cole, Mick Hucknall, Renaud Hantson, Arom, Weepers Circus, Die On Monday, Ziggy Marley, The Gladiators, Susheela Raman, Skindred, Weepers Circus, Vulcain, L'Esprit Du Clan, Loudblast, Adagio, Satan Jokers, Patrick Rondat, Manigance, Heavenly, Skinlab, Will Haven, Blasphème...
En 1997 le label publie la première édition française de Herzeleid, le premier album de Rammstein sorti depuis 1995 en Allemagne. En effet Polygram France n'a pas souhaité le sortir car il ne croyait pas à son potentiel commercial.
En 2012, deux groupes rejoignent le label : La Caravane Passe et The Hall Effect.